# Xavier Hochstrasser
Xavier Hochstrasser (ur. 1 lipca 1988 w Onex) – szwajcarski piłkarz występujący na pozycji pomocnika.

## Kariera klubowa
Jako junior Hochstrasser grał w zespołach FC Onex oraz Étoile Carouge FC. W 2005 przeszedł do trzecioligowego Servette FC i spędził tam sezon 2005/2006. W 2006 został zawodnikiem BSC Young Boys. W Swiss Super League zadebiutował 18 września 2006 w przegranym 1:3 meczu z Grasshopper Club Zürich, a 19 listopada 2006 w wygranym 2:1 pojedynku z FC Aarau strzelił swojego pierwszego gola w tej lidze. Wraz z Young Boys trzykrotnie wywalczył wicemistrzostwo Szwajcarii (2008, 2009, 2010). Dotarł z nim też do finału Pucharu Szwajcarii w 2009.
W styczniu 2011 został wypożyczony do włoskiej Padovy, występującej w Serie B i dokończył w jej barwach sezon 2010/2011. W lipcu 2011 odszedł z Young Boys do ligowego rywala – zespołu FC Luzern. W sezonie 2011/2012 wywalczył z nim wicemistrzostwo Szwajcarii, a także osiągnął finał Pucharu Szwajcarii. Zawodnikiem Luzern pozostał do roku 2014. Potem występował w drugoligowych drużynach FC Lausanne-Sport oraz FC Le Mont, a także w trzecioligowym FC Stade Nyonnais. Następnie grał już tylko na szczeblu amatorskim, w drużynach FC Onex oraz FC Gland.
W Swiss Super League rozegrał 198 spotkań i zdobył 18 bramek.

## Kariera reprezentacyjna
Hochstrasser reprezentował Szwajcarię na szczeblach U-19, U-20 oraz U-21. Wraz z kadrą U-21 wywalczył wicemistrzostwo Europy w 2011.
W 2012 roku został powołany do drużyny U-23 na letnie igrzyska olimpijskie i zagrał na nich w dwóch meczach, a Szwajcaria odpadła z turnieju po fazie grupowej.